# Teniente de corbeta
Teniente de corbeta es un rango militar de la armada. Equivale al grado de teniente en el ejército de tierra y aire.
En general, su grado inmediato superior es el teniente de fragata y su inmediato inferior el guardiamarina.